# エタール反応
エタール反応（エタールはんのう、Étard reaction）とは、化学反応のひとつで、芳香環上に置換したメチル基を塩化クロミル (CrO2Cl2) で直接酸化しアルデヒド基に変える方法

。たとえば、トルエンからはベンズアルデヒドが得られる（式）。反応の名称はフランスの化学者、Alexandre Léon Étard (1852年1月5日、アランソン生まれ - 1910年5月1日）にちなむ。
一方、トルエンに対して過マンガン酸カリウムや二クロム酸カリウムなどを作用させると、酸化はカルボン酸まで進行する。